# Захарченко Олена Богданівна
Оле́на Богда́нівна Заха́рченко (до шлюбу Єфімчук; 6 жовтня 1977, Рівне) — українська письменниця.

## Життєпис
Олена Захарченко народилася у Рівному. Середню освіту отримала в Квасилівській середній школі, вищу — на факультеті прикладної математики Рівненського педагогічного інституту, другу вищу — в Інституті журналістики Київського Національного університету імені Тараса Шевченка, аспірантуру — кафедра екології, в Українському університеті водного господарства.
В Рівному Олена працювала програмісткою, системною адміністраторкою, викладачкою кафедри прикладної математики у Національному університеті водного господарства та природокористування. В Києві працювала журналісткою у всеукраїнських інформаційних медіа та аналітиком медійного аналітичного центру.
В юності об'їхала всю Європу автопстопом. Майже рік жила в Нью-Йорку.
Після повномасштабного вторгнення росіян в 2022 працює аналітиком в громадській організації, що допомагає інформаційній обороні країни. 
Романи "Вертеп" та "Третя кабінка - Лос-Анджелес" описують реалії історі України, через особисті  історії героїв. 
В підлітковій книзі "Метро до Темного міста" мова йде про напад на Київ, хоча книга була написана до російського вторгнення. 
Отримала премію Олеся Гончара за збірку новел «Юрба», премію дитячого журі «Волохатий олівець» за дитячу книжку «Хутір», відзнака БараБука "найкраща підліткова книжка 2022" за "Метро до темного міста", короткий список премії «Книга року BBC» 2023 за книжку «Тільки не гавкай!» 
Одружена з письменником Артемом Захарченком, мама трьох синів.